# Le Singe blanc
 (septembre 2018).

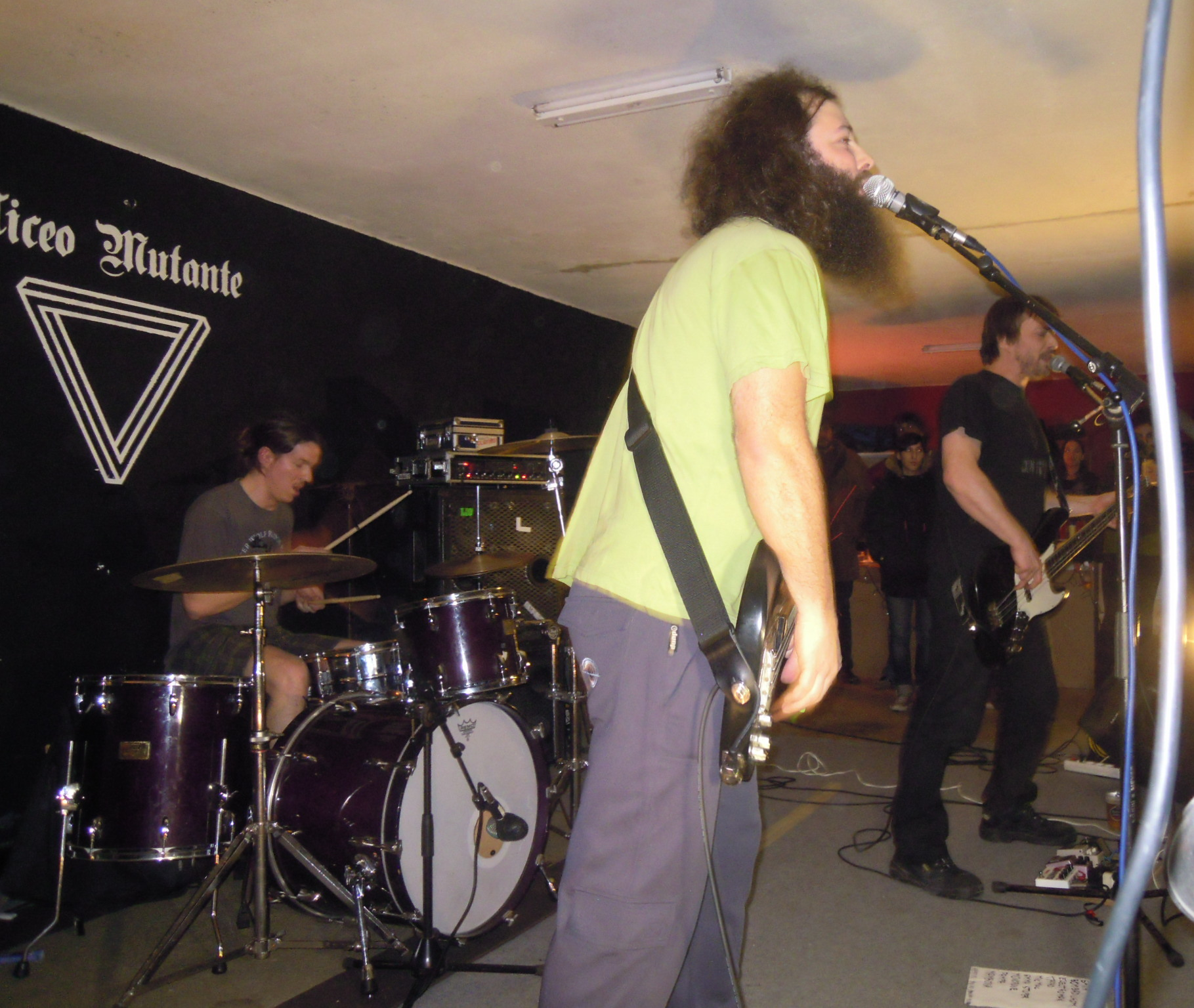
Le Singe blanc à Pontevedra, 2012.

Le Singe blanc est un groupe français indépendant de rock expérimental, composé de deux bassistes et d'un batteur, formé en 2000 à Metz, ville connue en musique pour faire partie de La Grande Triple Alliance internationale de l'Est.

## Histoire
Sous les pseudonymes de Lars, Stephen et Boris, les membres du trio ont changé au fil des années, ne gardant désormais plus que les deux bassistes de la formation d'origine. La particularité de la musique du groupe réside dans l'absence de guitare et le fait qu'ils chantent dans une langue à priori inconnue qu'eux seuls semblent maîtriser: « Deux basses, pas de guitare. Pas de chant au sens littéral du terme, mais des onomatopées et autres gargouillis psychotiques hurlés [...] »,,.
Le groupe sortira quatre albums sur support CD et CDr et se produira de très nombreuses fois en France comme à l'étranger, notamment en Chine en 2007, avant d'éditer BaïHo, son premier LP au format vinyle en 2008. La version CD du disque est accompagnée d'un DVD retraçant de manière documentaire la tournée chinoise. Ils organiseront par la suite des tournées internationales (en Chine une deuxième fois en 2009, aux États-Unis en 2011, en Europe de l'Ouest, ...) avec des groupes tels que Don Vito, Daikiri, La Confraternita del Purgatorio ou bien Les Spritz,,,.
Les albums du groupe sont pour la plupart co-produits par plusieurs labels indépendants comme Et Mon Cul C'est Du Tofu?, La Face Cachée, Redwig, Whosbrain Records, Musica Per Organi Caldi, Aredje ou Bar La Muerte,.
Leur dernier album, Arrebato, sort sur vinyle et CD à l'automne 2018.
En 2011, un des deux bassistes-chanteurs forme le duo DAiKiRi,.
En avril 2020, le groupe annonce sur son site et sur les réseaux sociaux qu'il mettra fin à ses activités après les tournées prévues cette année-là.